# Burkina Faso na Letnich Igrzyskach Olimpijskich Młodzieży 2010
Burkina Faso na Letnich Igrzyskach Olimpijskich Młodzieży 2010 w Singapurze reprezentowało 96 sportowców w 20 dyscyplinach.

## Skład kadry

### Lekkoatletyka
- Ben Nombre - bieg na 100 m - 24. miejsce w finale

### Pływanie
- Angelika Ouedraogo
  - 50 m st. dowolnym - 59. miejsce w kwalifikacjach
  - 100 m st. klasycznym - 23. miejsce w kwalifikacjach

### Taekwondo
- Lamine Bagayogo - kategoria do 53 kg - odpadł w ćwierćfinale